# KIM?
KIM? (ehemals Kind im Magen?) ist eine Musikgruppe die im Jahr 2001 in Sonthofen gegründet wurde. Die Band spielt melodischen Punkrock mit überwiegend deutschen Texten.

## Geschichte
Kind im Magen? wurde am 24. Dezember 2001 während einer Party in Sonthofen von vier Schülern gegründet. Der Bandname entstand, als versehentlich eine Puppe auf dem Grill landete und jemand die Gabel in das schmelzende Spielzeug steckte. Die jungen Musiker gaben sich die Künstlernamen El Manu, Gnagg Flow, Trip Tom und Benny von Schaumschlag. El Manu spielte E-Gitarre und Benny, der auch den größten Teil der Texte schrieb, das Schlagzeug; Gitarrist Gnagg Flow und Bassist Trip Tom waren zudem für den Gesang zuständig. Ihr Debüt gab die Band mit dem selbstverlegten Album Nährstoffe im Gehirn Stimmung machen und der EP Leben Leben! im Jahr 2004.
Das Album Die Kinder vom Bahnhof SoHo, das im Jahr 2005 auf The Rocking Ape Records veröffentlicht wurde, enthält neben harten Punkrockstücken auch zwei Balladen und ein Lied, das mit rein akustischen Instrumenten eingespielt wurde. Die Texte drehen sich rund um den Heimatort der Band Sonthofen. Für den Titel des Albums stand das Buch Wir Kinder vom Bahnhof Zoo von Christiane F. Pate. In einem Stück spielt Trip Tom Keyboard. Die Vorab-Single Stadt der Winde produzierte Claus Grabke.
Im Jahr 2006, die Band war inzwischen in Bochum angesiedelt, erschien das Album Engel mit bunten Tattoos bei dem Rocky Bee an der Gitarre neben Trip Tom und Benny von Schaumschlag mitwirkte.
Im Sommer 2008 bestand die Gruppe aus den Mitgliedern Bugx an der Gitarre, Trip Tom und Benny von Schaumschlag. Sie reduzierte ihren Bandnamen auf die Abkürzung KIM? und arbeiteten mit dem Produzenten Moritz Enders an der Fertigstellung von Allez! Allez! Allez!. Das Album erschien im August 2009 bei Columbia/Sony Music. Die erste Singleauskopplung Wolfsherz wurde von Sport1 als Titelsong der Handball-Bundesliga 2009/10 ausgewählt.
Nachdem über die Jahre häufig die Gitarristen wechselten, besteht KIM? seit dem Jahr 2011 und der Entstehung des Albums Siehst du zu?, das im Mai 2011 auf Rocking Ape Records veröffentlicht wurde, noch aus den beiden Musikern Trip Tom und Benny von Schaumschlag. Die Band war von Ende 2002 bis Ende 2011 in Deutschland unterwegs und gab Konzerte in Klubs, Jugendzentren und auf Festivals. Trip Tom reiste mit den Corner Boys, die T. V. Smith im Jahr 2006 auf seiner Deutschlandtournee begleiteten und betätigt sich als Gitarrist in der Band Cryssis. Ferner unterstützt er She MC als Gastmusiker auf deren Album Shenesisch für Anfänger und im Video zum Lied Prinzessin.

## Diskografie

### Alben
- 2004: Nährstoffe im Gehirn Stimmung machen
- 2005: Die Kinder vom Bahnhof Soho
- 2006: Engel mit bunten Tattoos
- 2009: Allez! Allez! Allez!
- 2011: Siehst du zu?
- 2014: Blockhaus

### EPs
- 2004: Leben Leben!
- 2007: Wir gegen die Welt

### Singles
- 2005: Stadt der Winde
- 2009: Wolfsherz